# L'acquaiola
L'acquaiola (in spagnolo: La aguadora; in inglese: Girl with Pitcher)  è un dipinto di Francisco Goya.

## Storia e descrizione
La figura femminile rappresentata in questo dipinto è una ragazza di Saragozza. Indossa una veste marrone molto usata, uno scialle di tela bianca incrociato sul petto e ha alla vita una larga sciarpa di panno giallo, morbidamente annodata su un fianco. Dall'orlo sfrangiato della sua rustica gonna sporge il bordo di una sottoveste bianca; i capelli suoi ricci, un po' scomposti dalla brezza, sono raccolti sulla nuca, in uno chignon vistoso, fermato da un cordoncino. La ragazza poggia sull'anca destra una giara di terraglia e la sostiene con la mano destra, mentre con la sinistra porta un canestro di vimini con dentro bicchieri di stagno o di peltro, pronti per distribuire l'acqua. 
Fiera e bella, in piedi e in piena luce, col corpo lievemente arcuato per sostenere il peso dell'orciolo, con il passo sicuro e a gambe lievemente divaricate, guarda in faccia il pittore, combattiva, energica, fiera del suo lavoro e della sua giovinezza. Sullo sfondo si intravede un paesaggio neutro, dipinto nelle tonalità dei grigi. Le ombre sono quelle caratteristiche dell'ora che precede il tramonto. L'acquaiola è un vero ritratto, ripreso dal vero e nella sua immediatezza, che sfugge tuttavia ai canoni accademici ed ufficiali, poiché rappresenta una semplice e giovane contadina e non un personaggio.

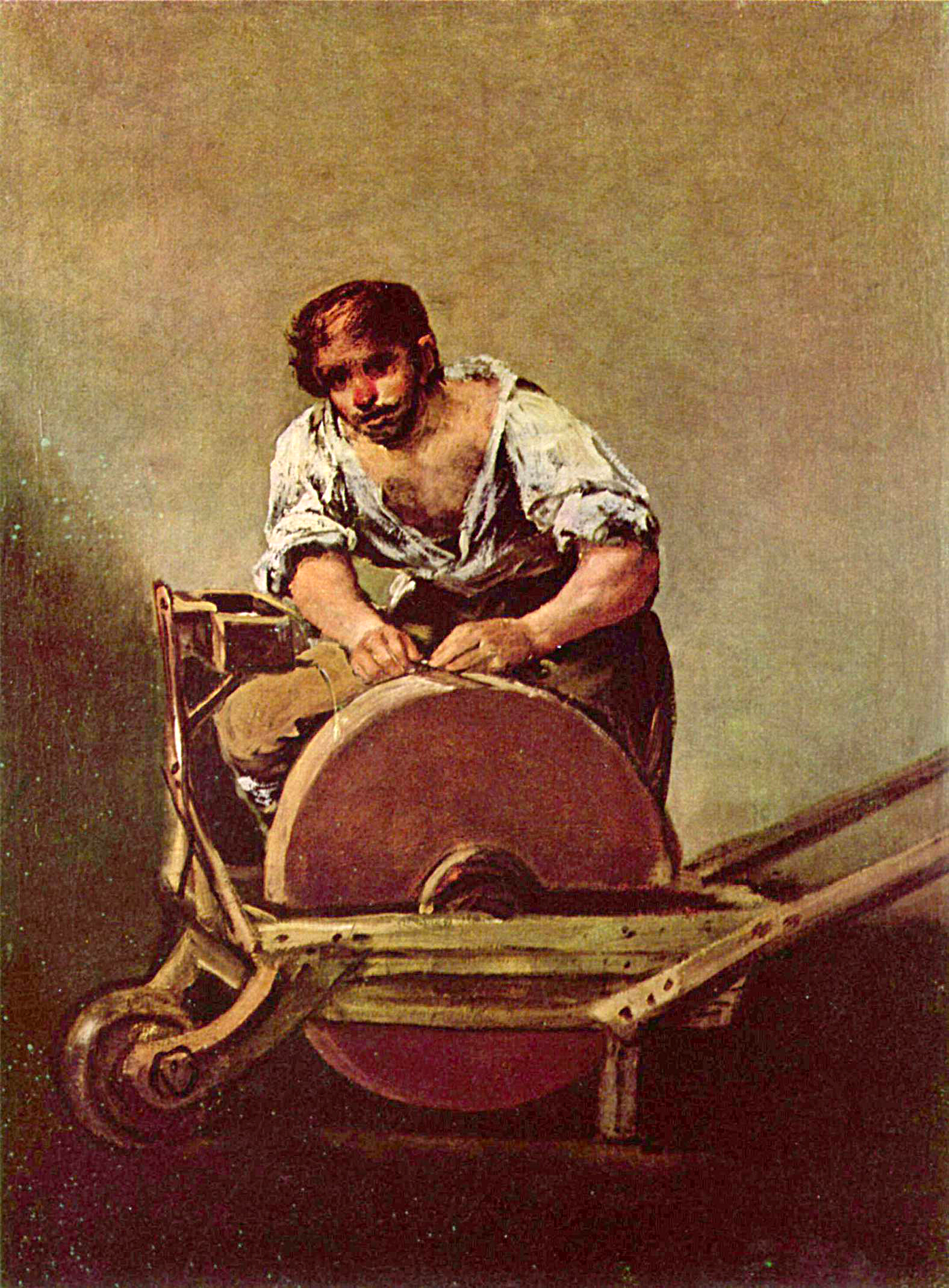
Francisco Goya, L'arrotino

Il dipinto ha un suo pendent, di uguale formato e realizzato in identico stile, che rappresenta L'arrotino (El afilador) ed è conservato nello stesso museo: entrambi i dipinti sono contemporanei alle celebri tele di Goya Horrores de la guerra. Nell'inventario, redatto nel 1812 per la divisione dei beni fra Francisco Goya e suo figlio Javier, all'indomani della morte di Josefa Goya, rispettivamente loro moglie e madre, L'arrotino e L'acquaiola sono distinti al numero 13, con un valore di trecento reali e la dicitura: Una aguadora y su companero. Di questi due dipinti esistono varie copie e varianti, ma non altrettanto certo ne è l'autografo di Goya.
In quel periodo Francisco Goya subiva l'influenza del realismo romantico, che proveniva dalla Francia, attraverso le opere di Eugène Delacroix e di Théodore Géricault. Il dipinto L'acquaiola, legato al mondo del lavoro contadino e, in particolare, alla condizione del lavoro femminile, precede di deceni le opere di Gustave Courbet e di Jean-François Millet.

## Esposizioni
- 1963-1964, Goya and his times, Londra[3]
- 1965, Spanyol Mesterk, Budapest
- 1982, Von Greco bis Goya, Monaco, Vienna[4]
- 1988-1989, Goya and the Spirit of Englightemment, Madrid, Boston, New York[5]
- 1991-1992, Il lavoro dell'uomo da Goya a Kandinskij, Braccio di Carlo Magno, Città del Vaticano[6]
- 1993-1994, Goya: el capricho y la invención, Madrid[7]
- 2005-2006, Francisco de Goya, 1746-1828: prophet der moderne, Berlino[8]
- 2008, Goya en tiempos de guerra, Madrid[9]

## Influenza culturale
Francobollo emesso dalle Poste dell'Ungheria, 30 maggio 1968. Una serie con i più noti dipinti del Museo di belle arti di Budapest.

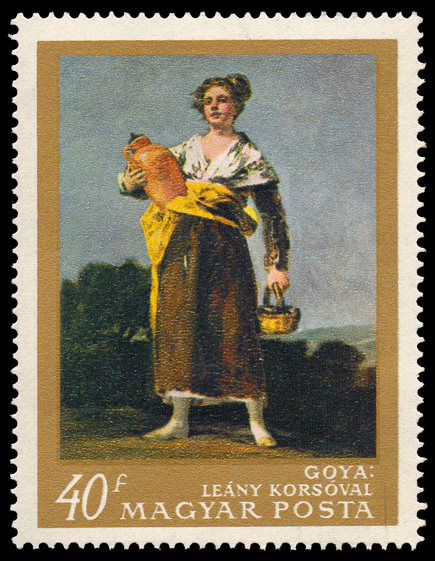
Poste ungheresi, 40 F